# Mizunami

Mizunami (瑞浪市 Mizunami-shi?) este un municipiu din Japonia, prefectura Gifu.